# José Frutuoso Aires de Gouveia Osório
José Frutuoso Aires de Gouveia Osório (Porto, 11 de Maio de 1827 - Porto, 23 de Agosto de 1887), foi um médico e político português.

## Biografia
Nascido no Porto, era filho de Frutuoso José da Silva Aires e de sua mulher Maria Máxima de Gouveia Osório Braga. Entre os seus quatro irmãos está D. António Frutuoso Aires de Gouveia Osório, deputado, ministro da Justiça e dos Negócios Eclesiásticos (1892) e posteriormente dos Negócios Estrangeiros, no Governo dirigido por José Dias Ferreira, par do reino, bispo titular de Betsaida e arcebispo titular de Calcedónia.
Oriundo duma família da baixa burguesia mercantil, iniciou a sua actividade profissional como empregado de escritório numa firma sediada na cidade do Porto. Bacharel formado em Filosofia e Medicina pela Faculdade de Ciências da Universidade de Coimbra entre 1847 e 1849 e doutor em Medicina pela Faculdade de Medicina da Universidade de Edimburgo, na Grã Bretanha e Irlanda, em 1853, onde defendeu a dissertação "Do prolapso do útero" em 1854, foi clínico do Hospital da Santa Casa da Misericórdia do Porto desde 1854, lente substituto das cadeiras de Medicina da Escola Médico-Cirúrgica do Porto de 1858 a 1863, primeiro lente proprietário da cadeira de Higiene Pública e Medicina Legal desde 1863, redactor de periódicos médicos como a "Gazeta Médica" e a "Saúde Pública", criador da Sociedade de Instrução do Porto em 1880 e Presidente da Câmara Municipal do Porto de 1886 até à sua morte em 23 de agosto de 1887.
Casou em 16 de julho de 1866 com Virgínia de Brito e Cunha, nascida a 2 de Novembro de 1836 na Casa do Ribeirinho, em Matosinhos, Matosinhos, e falecida a 16 de Agosto de 1905 na Praia da Granja, São Félix da Marinha, Vila Nova de Gaia, e tiveram uma filha, Maria Benedita de Brito e Cunha Aires de Gouveia Osório.
Tem uma rua com o seu nome na cidade do Porto.